# Danh sách giải thưởng và đề cử của Harry Styles
Harry Styles là một ca sĩ, nhạc sĩ và diễn viên người Anh đã nhận được 62 giải thưởng từ 193 đề cử. Sự nghiệp âm nhạc của Styles bắt đầu từ năm 2010 với tư cách là thành viên của nhóm nhạc nam One Direction, đã nhận được nhiều giải thưởng và đề cử. Styles đã giành được ba giải thưởng BMI London cho bài hát đồng sáng tác cùng với nhóm. Khi thời gian tạm ngừng hoạt động vô thời hạn của nhóm vào năm 2016, anh ấy đã ký hợp đồng thu âm solo với Columbia Records và phát hành đĩa đơn đầu tay "Sign of the Times" vào năm sau. Bài hát đã giành được giải Brit cho Video Anh của năm và giải thưởng IHeart Radio cho Video âm nhạc hay nhất. Anh ấy đã phát hành album phòng thu đầu tay cùng tên vào năm 2017 (Harry Styles), album này đã mang về cho anh ấy Giải thưởng ARIA cho Nghệ sĩ quốc tế xuất sắc nhất.
Vào năm 2019 album phòng thu thứ hai của anh ấy, Fine Line, trước đó là việc phát hành hai đĩa đơn "Light Up" và "Adore You". Ca khúc đầu tiên dành giải Bài hát hay nhất tại Global Award 2020, trong khi ca khúc sau giành được ba đề cử tại giải Video âm nhạc của MTV năm 2020. Fine Line đã giành được giải thưởng Âm nhạc Mỹ cho Album nhạc Pop/Rock được yêu thích nhất và giải thưởng Juno cho Album quốc tế của năm, đồng thời nhận được đề cử cho Album Anh của năm tại Lễ trao giải Brit năm 2020. Tại lễ trao giải Grammy lần thứ 63, Styles đã nhận được đề cử ở ba hạng mục bao gồm Album giọng pop xuất sắc nhất cho Fine Line và Video âm nhạc hay nhất cho "Adore You", "Watermelon Sugar" đã giành giải Trình diễn đơn ca pop xuất sắc nhất tại buổi lễ. Năm 2020, Styles nhận được Giải thưởng thành tựu trên bảng xếp hạng Billboard tại lễ trao giải Giải thưởng Âm nhạc Billboard năm 2020.
Ngoài âm nhạc, anh còn diễn xuất. Styles đã đóng vai chính trong phim chiến tranh của Christopher Nolan, Cuộc di tản Dunkirk (2017), bộ phim đã giúp anh nhận được hai đề cử cho dàn diễn viên chính tại giải Lựa chọn của giới phê bình điện ảnh và Washington D.C. Area Film Critics Association Awards. Anh ấy cũng được biết đến với phong cách thời trang ấn tượng, nhờ đó anh đã giành được giải British Fashion Awards và sáu giải thưởng Teen Choice Awards.

## Giải thưởng và đề cử
| Giải thưởng                                   | Năm  | Tác phẩm đề cử               | Hạng mục                                            | Kết quả      | Ghi Chú |
| --------------------------------------------- | ---- | ---------------------------- | --------------------------------------------------- | ------------ | ------- |
| American Music Awards                         | 2020 | Fine Line                    | Favorite Pop/Rock Album                             | Đoạt giải    | [ 11 ]  |
| American Music Awards                         | 2022 | Himself                      | Artist of the Year                                  | Đề cử        | [ 12 ]  |
| American Music Awards                         | 2022 | Himself                      | Favorite Male Pop Artist                            | Đoạt giải    | [ 12 ]  |
| American Music Awards                         | 2022 | "As It Was"                  | Favorite Music Video                                | Đề cử        | [ 12 ]  |
| American Music Awards                         | 2022 | "As It Was"                  | Favorite Pop Song                                   | Đoạt giải    | [ 12 ]  |
| American Music Awards                         | 2022 | Harry's House                | Favorite Pop Album                                  | Đề cử        | [ 12 ]  |
| APRA Music Awards                             | 2021 | "Adore You"                  | Most Performed International Work                   | Đề cử        | [ 13 ]  |
| ARIA Music Awards                             | 2017 | Himself                      | Best International Artist                           | Đoạt giải    | [ 14 ]  |
| ARIA Music Awards                             | 2020 | Himself                      | Best International Artist                           | Đoạt giải    | [ 15 ]  |
| ARIA Music Awards                             | 2022 | Himself                      | Best International Artist                           | Đoạt giải    | [ 16 ]  |
| Art Directors Guild Awards                    | 2021 | "Falling"                    | Short format: web series, music video or commercial | Đoạt giải    | [ 17 ]  |
| BBC Music Awards                              | 2017 | Himself                      | Artist of the Year                                  | Đề cử        | [ 18 ]  |
| Billboard Music Awards                        | 2020 | Himself                      | Billboard Chart Achievement Award                   | Đoạt giải    | [ 19 ]  |
| Billboard Music Awards                        | 2021 | "Adore You"                  | Top Radio Song                                      | Đề cử        | [ 20 ]  |
| Billboard Music Awards                        | 2021 | Himself                      | Top Radio Songs Artist                              | Đề cử        | [ 20 ]  |
| BMI London Awards                             | 2014 | "Story of My Life"           | Pop Award                                           | Đoạt giải    | [ 21 ]  |
| BMI London Awards                             | 2016 | "Night Changes"              | Pop Award                                           | Đoạt giải    | [ 22 ]  |
| BMI London Awards                             | 2016 | "Perfect"                    | Pop Award                                           | Đoạt giải    | [ 22 ]  |
| BMI Pop Awards                                | 2018 | "Sign of the Times"          | Award-Winning Songs                                 | Đoạt giải    | [ 23 ]  |
| BMI Pop Awards                                | 2022 | "Golden"                     | Award-Winning Songs                                 | Đoạt giải    | [ 24 ]  |
| Brit Awards                                   | 2018 | "Sign of The Times"          | British Video of the Year                           | Đoạt giải    | [ 25 ]  |
| Brit Awards                                   | 2020 | Fine Line                    | British Album of the Year                           | Đề cử        | [ 26 ]  |
| Brit Awards                                   | 2020 | Himself                      | British Male Solo Artist                            | Đề cử        | [ 26 ]  |
| Brit Awards                                   | 2021 | "Watermelon Sugar"           | British Single of the Year                          | Đoạt giải    | [ 27 ]  |
| British LGBT Awards                           | 2018 | Himself                      | Ally of the Year                                    | Đề cử        | [ 28 ]  |
| British LGBT Awards                           | 2021 | Himself                      | Top 10 Music Artists                                | Đề cử        | [ 29 ]  |
| Buenos Aires Guest of Honor                   | 2022 | Himself                      | Guest of Honor                                      | Đoạt giải    | [ 30 ]  |
| Capricho Awards                               | 2017 | Himself                      | International Artist (Music)                        | Đề cử        | [ 31 ]  |
| Capricho Awards                               | 2017 | Himself                      | International Crush                                 | Đề cử        | [ 31 ]  |
| Capricho Awards                               | 2017 | Himself                      | International Fashionista                           | Đề cử        | [ 31 ]  |
| Critics' Choice Movie Awards                  | 2017 | Dunkirk                      | Best Acting Ensemble                                | Đề cử        | [ 32 ]  |
| Danish Music Awards                           | 2020 | Fine Line                    | International Album of the Year                     | Đề cử        | [ 33 ]  |
| Danish Music Awards                           | 2022 | Harry's House                | International Album of the Year                     | Chưa công bố | [ 34 ]  |
| Danish Music Awards                           | 2022 | "As It Was"                  | International Hit of the Year                       | Chưa công bố | [ 34 ]  |
| The Fashion Awards                            | 2013 | Himself                      | British Style Award                                 | Đoạt giải    | [ 35 ]  |
| GAFFA Awards                                  | 2018 | Harry Styles                 | International Album of the Year                     | Đề cử        | [ 36 ]  |
| GAFFA Awards                                  | 2018 | Himself                      | International Solo Artist of the Year               | Đề cử        | [ 36 ]  |
| GAFFA Awards                                  | 2021 | "Watermelon Sugar"           | International Hit of the Year                       | Đoạt giải    | [ 37 ]  |
| Global Awards                                 | 2020 | "Lights Up"                  | Best Song                                           | Đoạt giải    | [ 38 ]  |
| Global Awards                                 | 2020 | Himself                      | Best Male                                           | Đề cử        | [ 39 ]  |
| Global Awards                                 | 2021 | Himself                      | Best Male                                           | Đoạt giải    | [ 40 ]  |
| Grammy Awards                                 | 2021 | "Watermelon Sugar"           | Best Pop Solo Performance                           | Đoạt giải    | [ 41 ]  |
| Grammy Awards                                 | 2021 | "Adore You"                  | Best Music Video                                    | Đề cử        | [ 42 ]  |
| Grammy Awards                                 | 2021 | Fine Line                    | Best Pop Vocal Album                                | Đề cử        | [ 42 ]  |
| Grammy Awards                                 | 2023 | "As It Was"                  | Record of the Year                                  | Chưa công bố | [ 43 ]  |
| Grammy Awards                                 | 2023 | "As It Was"                  | Song of the Year                                    | Chưa công bố | [ 43 ]  |
| Grammy Awards                                 | 2023 | "As It Was"                  | Best Pop Solo Performance                           | Chưa công bố | [ 43 ]  |
| Grammy Awards                                 | 2023 | "As It Was"                  | Best Music Video                                    | Chưa công bố | [ 43 ]  |
| Grammy Awards                                 | 2023 | Harry's House                | Album of the Year                                   | Chưa công bố | [ 43 ]  |
| Grammy Awards                                 | 2023 | Harry's House                | Best Pop Vocal Album                                | Chưa công bố | [ 43 ]  |
| Hungarian Music Awards                        | 2021 | Fine Line                    | Foreign Pop/Rock Album or Soundtrack of the Year    | Đề cử        | [ 44 ]  |
| iHeartRadio Music Awards                      | 2018 | "The Chain"                  | Best Cover Song                                     | Đoạt giải    | [ 45 ]  |
| iHeartRadio Music Awards                      | 2018 | "Sign of the Times"          | Best Music Video                                    | Đoạt giải    | [ 45 ]  |
| iHeartRadio Music Awards                      | 2018 | Himself                      | Best Solo Breakout                                  | Đề cử        | [ 45 ]  |
| iHeartRadio Music Awards                      | 2019 | "You're Still the One"       | Best Cover Song                                     | Đoạt giải    | [ 46 ]  |
| iHeartRadio Music Awards                      | 2021 | "Juice"                      | Best Cover Song                                     | Đoạt giải    | [ 47 ]  |
| iHeartRadio Music Awards                      | 2021 | "Adore You"                  | Best Lyrics                                         | Đoạt giải    | [ 47 ]  |
| iHeartRadio Music Awards                      | 2021 | "Watermelon Sugar"           | Song of the Year                                    | Đề cử        | [ 48 ]  |
| iHeartRadio Music Awards                      | 2021 | "Watermelon Sugar"           | Best Music Video                                    | Đề cử        | [ 48 ]  |
| iHeartRadio Music Awards                      | 2021 | Himself                      | Male Artist of the Year                             | Đề cử        | [ 48 ]  |
| iHeartRadio Music Awards                      | 2021 | Himself                      | Best Fan Army                                       | Đề cử        | [ 48 ]  |
| Ivor Novello Awards                           | 2021 | "Adore You"                  | PRS for Music Most Performed Work                   | Đoạt giải    | [ 49 ]  |
| Ivor Novello Awards                           | 2021 | "Watermelon Sugar"           | PRS for Music Most Performed Work                   | Đề cử        | [ 50 ]  |
| Ivor Novello Awards                           | 2021 | Himself (with Kid Harpoon)   | Songwriter of the Year                              | Đề cử        | [ 50 ]  |
| Juno Awards                                   | 2021 | Fine Line                    | International Album of the Year                     | Đoạt giải    | [ 51 ]  |
| LOS40 Music Awards                            | 2017 | Harry Styles                 | Best International Album                            | Đề cử        | [ 52 ]  |
| LOS40 Music Awards                            | 2017 | Himself                      | Best International New Artist                       | Đề cử        | [ 52 ]  |
| LOS40 Music Awards                            | 2017 | Himself                      | Lo+40 Artist                                        | Đề cử        | [ 52 ]  |
| LOS40 Music Awards                            | 2020 | Fine Line                    | Best International Album                            | Đề cử        | [ 53 ]  |
| LOS40 Music Awards                            | 2020 | Himself                      | Best International Artist                           | Đề cử        | [ 53 ]  |
| LOS40 Music Awards                            | 2022 | Harry's House                | Best International Album                            | Đoạt giải    | [ 54 ]  |
| LOS40 Music Awards                            | 2022 | "As It Was"                  | Best International Song                             | Đề cử        | [ 54 ]  |
| LOS40 Music Awards                            | 2022 | "As It Was"                  | Best International Video                            | Đề cử        | [ 54 ]  |
| LOS40 Music Awards                            | 2022 | Himself                      | Best International Artist                           | Đề cử        | [ 54 ]  |
| LOS40 Music Awards                            | 2022 | Himself                      | Best Live Act                                       | Đề cử        | [ 54 ]  |
| Mercury Prize                                 | 2022 | Harry's House                | Albums of the Year                                  | Đề cử        | [ 55 ]  |
| Melon Music Awards                            | 2020 | "Watermelon Sugar"           | Best Pop                                            | Đề cử        | [ 56 ]  |
| Meus Prêmios Nick                             | 2017 | "Sign of the Times"          | Favorite International Hit                          | Đề cử        | [ 57 ]  |
| Meus Prêmios Nick                             | 2017 | "Sign of the Times"          | Favorite International Music Video                  | Đề cử        | [ 57 ]  |
| Meus Prêmios Nick                             | 2018 | Himself                      | Favorite International Artist                       | Đề cử        | [ 58 ]  |
| MTV Europe Music Awards                       | 2013 | Himself                      | Best Look                                           | Đoạt giải    | [ 59 ]  |
| MTV Europe Music Awards                       | 2017 | Himself                      | Best Look                                           | Đề cử        | [ 60 ]  |
| MTV Europe Music Awards                       | 2020 | Himself                      | Best Artist                                         | Đề cử        | [ 61 ]  |
| MTV Europe Music Awards                       | 2020 | Himself                      | Best Pop                                            | Đề cử        | [ 61 ]  |
| MTV Europe Music Awards                       | 2020 | Himself                      | Best UK & Ireland Act                               | Đề cử        | [ 61 ]  |
| MTV Europe Music Awards                       | 2022 | "As It Was"                  | Best Song                                           | Đề cử        | [ 62 ]  |
| MTV Europe Music Awards                       | 2022 | "As It Was"                  | Best Video                                          | Đề cử        | [ 62 ]  |
| MTV Europe Music Awards                       | 2022 | Himself                      | Best Artist                                         | Đề cử        | [ 62 ]  |
| MTV Europe Music Awards                       | 2022 | Himself                      | Best Pop                                            | Đề cử        | [ 62 ]  |
| MTV Europe Music Awards                       | 2022 | Himself                      | Best Live                                           | Đoạt giải    | [ 62 ]  |
| MTV Europe Music Awards                       | 2022 | Himself                      | Best UK & Ireland Act                               | Đoạt giải    | [ 62 ]  |
| MTV Europe Music Awards                       | 2022 | Himself                      | Biggest Fans                                        | Đề cử        | [ 62 ]  |
| MTV Italian Music Awards                      | 2014 | Himself                      | Best Look                                           | Đề cử        | [ 63 ]  |
| MTV Millennial Awards                         | 2013 | Himself                      | Celebrity Without Filter on Instagram               | Đoạt giải    | [ 64 ]  |
| MTV Millennial Awards                         | 2014 | Himself                      | Global Instagrammer                                 | Đề cử        | [ 65 ]  |
| MTV Millennial Awards                         | 2021 | Himself                      | Celebrity Crush                                     | Đề cử        | [ 66 ]  |
| MTV Millennial Awards                         | 2021 | "Golden"                     | Global Hit of the Year                              | Đoạt giải    | [ 67 ]  |
| MTV Millennial Awards Brazil                  | 2020 | Himself                      | Fandom of the Year                                  | Đề cử        | [ 68 ]  |
| MTV Millennial Awards Brazil                  | 2020 | "Watermelon Sugar"           | Global Hit                                          | Đề cử        | [ 68 ]  |
| Music Producers Guild Awards                  | 2021 | "Adore You"                  | UK Single Song Release Of The Year                  | Đề cử        | [ 69 ]  |
| MTV Video Music Awards                        | 2017 | "Sign of the Times"          | Best Pop                                            | Đề cử        | [ 70 ]  |
| MTV Video Music Awards                        | 2017 | "Sign of the Times"          | Best Visual Effects                                 | Đề cử        | [ 70 ]  |
| MTV Video Music Awards                        | 2020 | "Adore You"                  | Best Art Direction                                  | Đề cử        | [ 71 ]  |
| MTV Video Music Awards                        | 2020 | "Adore You"                  | Best Direction                                      | Đề cử        | [ 71 ]  |
| MTV Video Music Awards                        | 2020 | "Adore You"                  | Best Visual Effects                                 | Đề cử        | [ 71 ]  |
| MTV Video Music Awards                        | 2020 | "Watermelon Sugar"           | Song of Summer                                      | Đề cử        | [ 71 ]  |
| MTV Video Music Awards                        | 2021 | "Treat People with Kindness" | Best Choreography                                   | Đoạt giải    | [ 72 ]  |
| MTV Video Music Awards                        | 2021 | "Treat People with Kindness" | Best Editing                                        | Đề cử        | [ 72 ]  |
| MTV Video Music Awards                        | 2021 | "Treat People with Kindness" | Best Pop                                            | Đề cử        | [ 72 ]  |
| MTV Video Music Awards                        | 2022 | "As It Was"                  | Video of the Year                                   | Đề cử        | [ 73 ]  |
| MTV Video Music Awards                        | 2022 | "As It Was"                  | Best Pop                                            | Đoạt giải    | [ 73 ]  |
| MTV Video Music Awards                        | 2022 | "As It Was"                  | Best Cinematography                                 | Đoạt giải    | [ 73 ]  |
| MTV Video Music Awards                        | 2022 | "As It Was"                  | Best Direction                                      | Đề cử        | [ 73 ]  |
| MTV Video Music Awards                        | 2022 | "As It Was"                  | Best Choreography                                   | Đề cử        | [ 73 ]  |
| MTV Video Music Awards                        | 2022 | "Late Night Talking"         | Song of Summer                                      | Đề cử        | [ 73 ]  |
| MTV Video Music Awards                        | 2022 | Himself                      | Artist of the Year                                  | Đề cử        | [ 73 ]  |
| MTV Video Music Awards                        | 2022 | Harry's House                | Album of the Year                                   | Đoạt giải    | [ 73 ]  |
| MTV Video Music Awards Japan                  | 2022 | "As It Was"                  | Best Solo Artist Video - International              | Đoạt giải    | [ 74 ]  |
| Music Week Awards                             | 2020 | Himself & Columbia Records   | Artist Marketing Campaign                           | Đoạt giải    | [ 75 ]  |
| MVPA Awards                                   | 2020 | "Adore You"                  | Best Pop Video                                      | Đoạt giải    | [ 76 ]  |
| MVPA Awards                                   | 2020 | "Adore You"                  | Best Cinematography in a Video                      | Đề cử        | [ 76 ]  |
| MVPA Awards                                   | 2020 | "Adore You"                  | Best Colour Grading in a Video                      | Đề cử        | [ 76 ]  |
| MVPA Awards                                   | 2020 | "Adore You"                  | Best Visual Effects in a Video                      | Đề cử        | [ 76 ]  |
| MVPA Awards                                   | 2020 | "Watermelon Sugar"           | Best Colour Grading in a Video                      | Đề cử        | [ 76 ]  |
| MVPA Awards                                   | 2022 | "As It Was"                  | Best Pop Video                                      | Đoạt giải    | [ 77 ]  |
| Myx Music Awards                              | 2018 | "Sign of the Times"          | Favorite International Video                        | Đề cử        | [ 78 ]  |
| Myx Music Awards                              | 2021 | "Watermelon Sugar"           | Favorite International Video                        | Đề cử        | [ 79 ]  |
| National Film Awards UK                       | 2018 | Himself                      | Best Breakthrough Performance                       | Đề cử        | [ 80 ]  |
| National Film Awards UK                       | 2018 | Himself                      | Best Newcomer                                       | Đề cử        | [ 80 ]  |
| Nickelodeon Australian Kids' Choice Awards    | 2013 | Himself                      | Aussies' Fave Hottie                                | Đề cử        | [ 81 ]  |
| Nickelodeon Australian Kids' Choice Awards    | 2014 | Himself                      | Aussies' Fave Hottie                                | Đoạt giải    | [ 82 ]  |
| Nickelodeon Kids' Choice Awards               | 2018 | Himself                      | Favorite Breakout Artist                            | Đề cử        | [ 83 ]  |
| Nickelodeon Kids' Choice Awards               | 2021 | Himself                      | Favorite Male Artist                                | Đề cử        | [ 84 ]  |
| Nickelodeon Mexico Kids' Choice Awards        | 2017 | Himself                      | Favorite International Artist                       | Đề cử        | [ 85 ]  |
| Nickelodeon Mexico Kids' Choice Awards        | 2018 | Himself                      | Favorite International Artist                       | Đề cử        | [ 86 ]  |
| Nickelodeon Mexico Kids' Choice Awards        | 2020 | "Watermelon Sugar"           | Global Hit                                          | Đề cử        | [ 87 ]  |
| Nickelodeon Mexico Kids' Choice Awards        | 2021 | "Golden"                     | Global Hit                                          | Đề cử        | [ 88 ]  |
| Nickelodeon Mexico Kids' Choice Awards        | 2022 | Himself                      | Favorite Global Artist                              | Đề cử        | [ 89 ]  |
| Nickelodeon Mexico Kids' Choice Awards        | 2022 | "As It Was"                  | International Hit of the Year                       | Đề cử        | [ 89 ]  |
| NME Awards                                    | 2013 | Himself                      | Villain of the Year                                 | Đoạt giải    | [ 90 ]  |
| NME Awards                                    | 2014 | Himself                      | Villain of the Year                                 | Đoạt giải    | [ 91 ]  |
| NME Awards                                    | 2015 | Himself                      | Villain of the Year                                 | Đề cử        | [ 92 ]  |
| NRJ Music Awards                              | 2017 | Himself                      | International Breakthrough of the Year              | Đề cử        | [ 93 ]  |
| NRJ Music Awards                              | 2020 | Himself                      | International Male Artist of the Year               | Đề cử        | [ 94 ]  |
| NRJ Music Awards                              | 2020 | "Watermelon Sugar"           | Music Video of the Year                             | Đề cử        | [ 94 ]  |
| NRJ Music Awards                              | 2022 | Himself                      | International Male Artist                           | Đề cử        | [ 95 ]  |
| NRJ Music Awards                              | 2022 | "As It Was"                  | International Video of the Year                     | Đoạt giải    | [ 95 ]  |
| NRJ Music Awards                              | 2022 | "As It Was"                  | International Song of the Year                      | Đoạt giải    | [ 95 ]  |
| People's Choice Awards                        | 2018 | Himself                      | Style Star                                          | Đoạt giải    | [ 96 ]  |
| People's Choice Awards                        | 2019 | Himself                      | Style Star                                          | Đoạt giải    | [ 97 ]  |
| People's Choice Awards                        | 2022 | Himself                      | Drama Movie Star of 2022                            | Đề cử        | [ 98 ]  |
| People's Choice Awards                        | 2022 | Himself                      | Male Artist of 2022                                 | Đoạt giải    | [ 98 ]  |
| People's Choice Awards                        | 2022 | "As It Was"                  | Song of 2022                                        | Đề cử        | [ 98 ]  |
| People's Choice Awards                        | 2022 | "As It Was"                  | Music Video of 2022                                 | Đề cử        | [ 98 ]  |
| People's Choice Awards                        | 2022 | Harry's House                | Album of 2022                                       | Đề cử        | [ 98 ]  |
| People's Choice Awards                        | 2022 | Harry Styles: Love on Tour   | Concert Tour of 2022                                | Đề cử        | [ 98 ]  |
| Pollstar Awards                               | 2018 | Himself                      | Pop Tour of the Year                                | Đề cử        | [ 99 ]  |
| Pollstar Awards                               | 2018 | Himself                      | Best New Headliner                                  | Đề cử        | [ 99 ]  |
| Pollstar Awards                               | 2021 | Harry Styles: Love on Tour   | Major Tour of the Year                              | Đoạt giải    | [ 100 ] |
| Pollstar Awards                               | 2021 | Harry Styles: Love on Tour   | Best Pop Tour                                       | Đề cử        | [ 100 ] |
| Pollstar Awards                               | 2022 | Harry Styles: Love on Tour   | Major Tour of the Year                              | Chưa công bố | [ 101 ] |
| Pollstar Awards                               | 2022 | Harry Styles: Love on Tour   | Brand Partnership/Live Campaign of the Year         | Chưa công bố | [ 101 ] |
| Pollstar Awards                               | 2022 | Harry Styles: Love on Tour   | Per Cap Award                                       | Chưa công bố | [ 101 ] |
| Pollstar Awards                               | 2022 | Harry Styles: Love on Tour   | Live Music is Better Award                          | Chưa công bố | [ 101 ] |
| Pollstar Awards                               | 2022 | Harry Styles: Love on Tour   | Residency of the Year                               | Chưa công bố | [ 101 ] |
| Pollstar Awards                               | 2022 | Harry Styles: Love on Tour   | Pop Tour of the Year                                | Chưa công bố | [ 101 ] |
| Premios MUSA                                  | 2022 | "As It Was"                  | International Anglo Song of the Year                | Đoạt giải    | [ 102 ] |
| Premios MUSA                                  | 2022 | Himself                      | International Anglo Artist of the Year              | Đề cử        | [ 102 ] |
| Rockbjörnen                                   | 2017 | "Sign of the Times"          | Foreign Song of the Year                            | Đề cử        | [ 103 ] |
| Rockbjörnen                                   | 2018 | Harry Styles: Live on Tour   | Concert of the Year                                 | Đề cử        | [ 104 ] |
| Rockbjörnen                                   | 2020 | "Adore You"                  | Foreign Song of the Year                            | Đề cử        | [ 105 ] |
| RTHK International Pop Poll Awards            | 2021 | "Watermelon Sugar"           | Top Ten International Gold Songs                    | Đề cử        | [ 106 ] |
| RTHK International Pop Poll Awards            | 2021 | Himself                      | Top Male Artist                                     | Đề cử        | [ 106 ] |
| Silver Clef Awards                            | 2018 | Himself                      | Best Live Act                                       | Đoạt giải    | [ 107 ] |
| Teen Choice Awards                            | 2013 | Himself                      | Choice Male Hottie                                  | Đoạt giải    | [ 108 ] |
| Teen Choice Awards                            | 2013 | Himself                      | Choice Smile                                        | Đoạt giải    | [ 108 ] |
| Teen Choice Awards                            | 2014 | Himself                      | Choice Smile                                        | Đoạt giải    | [ 109 ] |
| Teen Choice Awards                            | 2016 | Himself                      | Choice Male Hottie                                  | Đoạt giải    | [ 110 ] |
| Teen Choice Awards                            | 2017 | Himself                      | Choice Male Artist                                  | Đoạt giải    | [ 111 ] |
| Teen Choice Awards                            | 2017 | Himself                      | Choice Rock Artist                                  | Đoạt giải    | [ 111 ] |
| Teen Choice Awards                            | 2017 | Himself                      | Choice Style Icon                                   | Đoạt giải    | [ 111 ] |
| Teen Choice Awards                            | 2017 | Himself                      | Choice Breakout Movie Star                          | Đề cử        | [ 111 ] |
| Teen Choice Awards                            | 2017 | Himself                      | Choice Male Hottie                                  | Đề cử        | [ 111 ] |
| Teen Choice Awards                            | 2017 | "Sign of the Times"          | Choice Song: Male Artist                            | Đề cử        | [ 111 ] |
| Teen Choice Awards                            | 2017 | Himself                      | Choice Summer Male Artist                           | Đề cử        | [ 111 ] |
| Teen Choice Awards                            | 2017 | Himself                      | Choice Summer Movie Actor                           | Đề cử        | [ 111 ] |
| Teen Choice Awards                            | 2018 | Himself                      | Choice Style Icon                                   | Đoạt giải    | [ 112 ] |
| Teen Choice Awards                            | 2018 | Harry Styles: Live on Tour   | Choice Summer Tour                                  | Đoạt giải    | [ 112 ] |
| TIFF Tribute Awards                           | 2022 | My Policeman                 | TIFF Tribute Award for Performance                  | Đoạt giải    | [ 113 ] |
| UK Music Video Awards                         | 2020 | "Adore You"                  | Best Pop Video - UK                                 | Đề cử        | [ 114 ] |
| UK Music Video Awards                         | 2020 | "Falling"                    | Best Pop Video - UK                                 | Đề cử        | [ 114 ] |
| UK Music Video Awards                         | 2022 | "As It Was"                  | Best Pop Video - UK                                 | Đoạt giải    | [ 115 ] |
| Variety's Hitmakers Awards                    | 2020 | Himself                      | Hitmaker of the Year                                | Đoạt giải    | [ 116 ] |
| Washington D.C. Area Film Critics Association | 2017 | Dunkirk                      | Best Ensemble                                       | Đề cử        | [ 117 ] |